# Pliva Vallis
La Pliva Vallis è una struttura geologica della superficie di Marte.